# Haeterini
Tribu
Les Haeterini  forment une tribu de lépidoptères (papillons) de la famille des Nymphalidae et de la sous-famille des Satyrinae.

## Dénomination
La tribu a été décrite par l'entomologiste allemand Gottlieb August Wilhelm Herrich-Schäffer en 1864.

## Taxonomie
Liste des genres
- Cithaerias Hübner, 1819
- Dulcedo
- Haetera Fabricius, 1807
- Pierella Herrich-Schäffer, 1865
- Pseudohaetera